# Belval (Esch-sur-Alzette)
Belval – dzielnica (Quartier) miasta Esch-sur-Alzette oraz jednocześnie lieu-dit w gminie Sanem, w południowym Luksemburgu, w kantonie Esch-sur-Alzette. Do 3 października 2015 miejscowość leżała w dystrykcie Luksemburg.